# Елджігідей
Елджігідей (нар. 1206 — пом. 1251/2) — був монгольським командувачем в Персії.
Він нібито командував сильним контингентом за часів вторгнення армії Чингісхана на територію Хорезму в 1219—1223 роках. У 1246 році був призначений, новим ханом Ґуюком, командувачем монгольських сил в Персії, замінивши Байджу. Елджігідею було наказано просунутися до Сирії й спланувати облогу Багдаду. Це просування повинно було проведено в союзі з Людовиком IX Франції, під час Сьомого хрестового походу. Однак раптова смерть хана призвела до того, що Елджігідей відклав свої плани до закінчення періоду міжцарів'я.
Після обрання Мунке новим ханом, діти Елджігідея начебто були причетні до невдалої змови визнати вибори недійсними. В результаті, самого Елджігідея було заарештовано та страчено в 1251 чи 1252 році. Байджу був повернутий до командування монгольськими силами у Персії.